# Зооглея
Зооглея (лат. zoogloea, от др.-греч. ζῷον — животное и γλοιός — липкое вещество) — слизистые образования, образующиеся при жизнедеятельности бактерий, имеющих слизистые капсулы или выделяющих слизь. Образование характерно для некоторых, преимущественно водных, бактерий, например, для рода Zoogloea.
Возникновение зооглеи, по-видимому, носит приспособительный характер: благодаря консистенции слизи легко осуществляется адсорбция из воды питательных веществ, необходимых для существования бактерий.
Различают пальцевидную, коралловидную, брыжеечную и другие формы.
В химический состав зооглеи входят полисахариды и азотистые соединения. Характерна только для некоторых (преимущественно водных), бактерий, в частности для вида Zoogloea ramigera.
К наиболее распространённым видам зооглеи относятся: чайный гриб, кефирный гриб и индийский морской рис. Все три перечисленные зооглеи — абсолютно разные культуры, со своими особенностями и строением. Свойства всех зооглей различные, единственное, что их объединяет, — это наличие уксуснокислых бактерий.